# تشارلي هارتمان
تشارلي هارتمان (بالإنجليزية: Charlie Hartman) هو لاعب كرة قاعدة أمريكي، ولد في 10 أغسطس 1888 في لوس أنجلوس في الولايات المتحدة، وتوفي بنفس المكان في 22 أكتوبر 1960.

## وصلات خارجية
- تشارلي هارتمان على موقعبيزبول رفرنس.كوم (الدوري الرئيسي) (الإنجليزية)
- تشارلي هارتمان على موقعبيزبول رفرنس.كوم (الدوري الثانوي) (الإنجليزية)
- تشارلي هارتمان على موقع جمعية أبحاث البيسبول الأمريكية (الإنجليزية)